# Sexo y filosofía
Sexo y filosofía (título original: Sex O Phalsapheh) es una película de 2005 dirigida, escrita y producida por Mohsen Makhmalbaf. La película es una coproducción tayika, francesa e iraní y está protagonizada por Daler Nazarov, Mariam Gaibova, y Farzona Beknazarova. Sexo y filosofía fue estrenada en el Festival Internacional de Cine de Montreal en septiembre de 2005. La película fue la seleccionada por Tayikistán para los Premios Óscar pero fue descalificada porque no enviaron los subtítulos en inglés a tiempo.

## Sinopsis
En el día de su cumpleaños, John, un profesor de baile de Dusambé, la capital de Tayikistán, cita a sus cuatro novias al salón de baile donde imparte clases para filosofar sobre ellas, el amor, la lealtad y la soledad.

## Reparto
- Daler Nazarov como John.
- Mariam Gaibova como Mariam.
- Farzona Beknazarova como Farzona.
- Tahmineh Ebrahimova como Tahmineh.
- Malohat Abdulloeva como Malohat.
- Nadira Abdullaeva como Nadira.